# Libnotes recta
Libnotes recta är en tvåvingeart som först beskrevs av Edwards 1928.  Libnotes recta ingår i släktet Libnotes och familjen småharkrankar. Inga underarter finns listade i Catalogue of Life.